# Libertação do campo de concentração de Auschwitz

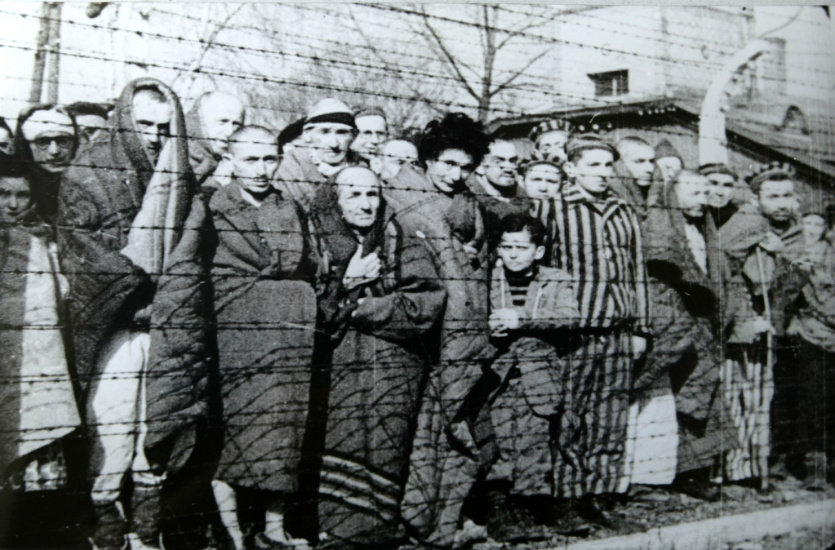
Prisioneiros recém-libertados em Auschwitz em 1945

Em 27 de janeiro de 1945, o campo de concentração e extermínio de Auschwitz, utilizado pela Alemanha Nazista na Polônia ocupada, foi libertado pelo Exército Vermelho Soviético durante a Ofensiva do Vístula-Oder. Auschwitz foi um dos principais instrumentos da "Solução Final" nazista para a questão judaica, onde mais de um milhão de pessoas foram assassinadas, a maioria delas judeus. Embora a maior parte dos prisioneiros tenha sido forçada a participar de marchas da morte antes da chegada dos soviéticos, cerca de 7.000 pessoas foram deixadas para trás. Os soldados soviéticos ficaram chocados com a escala dos crimes cometidos pelos nazistas e tentaram ajudar os sobreviventes. Desde então, a data é reconhecida como o Dia Internacional da Lembrança do Holocausto.

## Antecedentes
Entre 1940 e 1945, cerca de 1,3 milhão de pessoas, em sua maioria judeus, foram deportadas para Auschwitz pela Alemanha Nazista; 1,1 milhão delas foram assassinadas. Em agosto de 1944, o complexo abrigava mais de 135.000 prisioneiros. Em janeiro de 1945, com o avanço do Exército Vermelho durante a Ofensiva do Vistula-Oder, aproximadamente 60.000 prisioneiros foram forçados a partir em marchas da morte rumo ao oeste. Muitos foram levados para Wodzisław Śląski e Gleiwitz (Gliwice), onde embarcaram em trens do Holocausto que os transportaram para campos de concentração na Alemanha. A libertação de Auschwitz, no entanto, não era um objetivo específico do Exército Vermelho, mas ocorreu como resultado de seu avanço em direção ao oeste pela Polônia. O Exército Vermelho já havia libertado campos de concentração na região do Báltico no início e em meados de 1944, e continuou a libertar outros campos até a rendição da Alemanha e o fim da Segunda Guerra Mundial na Europa, em maio de 1945.

## Libertação

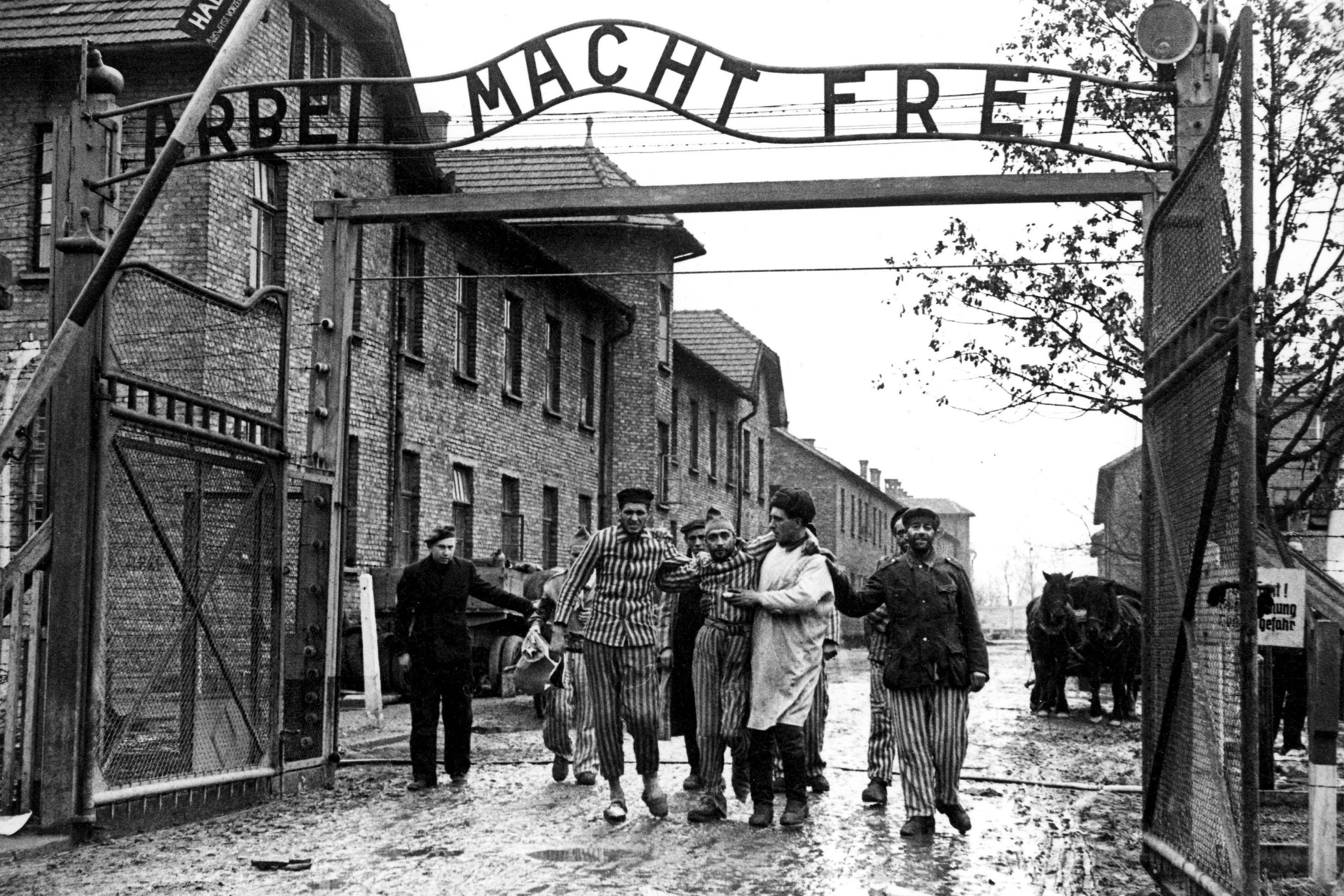
Soldados soviéticos libertando o campo de concentração de Auschwitz

Soldados da 322ª Divisão de Fuzileiros do Exército Vermelho da chegaram a Auschwitz em 27 de janeiro de 1945 às 15:00. Um total de 231 soldados do Exército Vermelho morreram nos combates em torno do campo de concentração de Monowitz, Birkenau e Auschwitz I, bem como na cidade de Oświęcim e na vila de Brzezinka.  Para a maioria dos sobreviventes, não houve um momento certo da libertação. Após a marcha da morte para longe do campo, os guardas da SS-TV também partiram.
Cerca de 7.000 prisioneiros foram deixados para trás, a maioria dos quais gravemente doentes devido aos efeitos da sua prisão. A maioria dos que ficaram para trás eram adultos de meia-idade ou crianças com menos de 15 anos Os soldados do Exército Vermelho também encontraram 600 cadáveres, 370.000 trajes masculinos, 837.000 artigos de vestuário feminino e 7 toneladas (7,7 toneladas) de cabelo humano. No campo de Monowitz, havia cerca de 800 sobreviventes, e o campo também foi libertado em 27 de janeiro pelo 60º Exército soviético, parte da 1ª Frente Ucraniana.
Soldados russos experientes, acostumados a ver a morte em batalha, ficaram chocados com o tratamento dado pelos nazistas aos prisioneiros em Auschwitz. O general do Exército Vermelho, Vasily Petrenko, comandante da 107ª Divisão de Infantaria, comentou: "Eu, que via pessoas morrendo todos os dias, fiquei chocado com o ódio indescritível dos nazistas pelos presos que se transformaram em esqueletos vivos. Li sobre o tratamento dos nazistas aos judeus em vários folhetos, mas não havia nada sobre o tratamento dos nazistas às mulheres, crianças e velhos. Foi em Auschwitz que descobri o destino dos judeus." Em alguns artigos em jornais soviéticos, como o Pravda, seguindo a propaganda soviética, os escritores deixaram de mencionar os judeus em seus artigos sobre a libertação.
Assim que chegaram, as forças libertadoras (auxiliadas pela Cruz Vermelha Polonesa) tentaram ajudar os sobreviventes organizando assistência médica e alimentação; os hospitais do Exército Vermelho cuidaram de 4.500 sobreviventes. Também houve esforços para documentar o local. Em junho de 1945, ainda havia 300 sobreviventes no campo que estavam fracos demais para serem transferidos.

## Comemoração

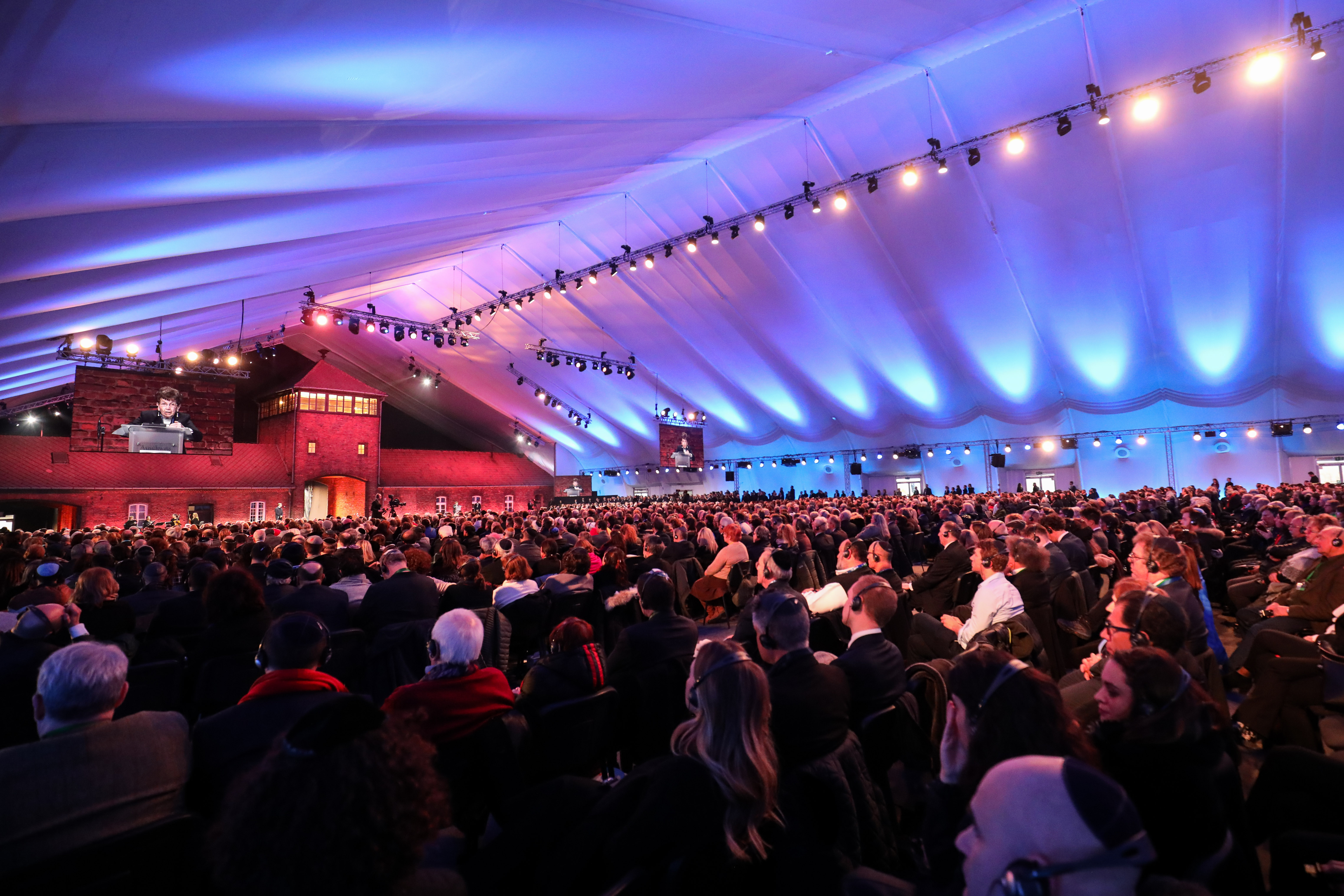
Em 27 de janeiro de 2020, mais de 200 sobreviventes de Auschwitz e do Holocausto se reuniram em frente ao Portão da Morte no antigo campo de Auschwitz II-Birkenau para comemorar o 75º aniversário da libertação.

O aniversário da data da libertação é reconhecido pelas Nações Unidas e pela União Europeia como o Dia Internacional da Lembrança do Holocausto . No 75º aniversário, em 2020, um fórum de líderes mundiais — o Fórum Mundial do Holocausto — foi organizado em Israel pelo presidente Reuven Rivlin. Os participantes incluíram a então presidente da Câmara dos Estados Unidos, Nancy Pelosi, o presidente da Rússia, Vladimir Putin, Charles, o príncipe de Gales, o presidente da Alemanha, Frank-Walter Steinmeier, e o presidente da Ucrânia, Volodymyr Zelensky.